# Žlebina (Chorwacja)
Žlebina – wieś w Chorwacji, w żupanii virowiticko-podrawskiej, w gminie Gradina. W 2011 roku liczyła 315 mieszkańców.